# Buchlov (szczyt)

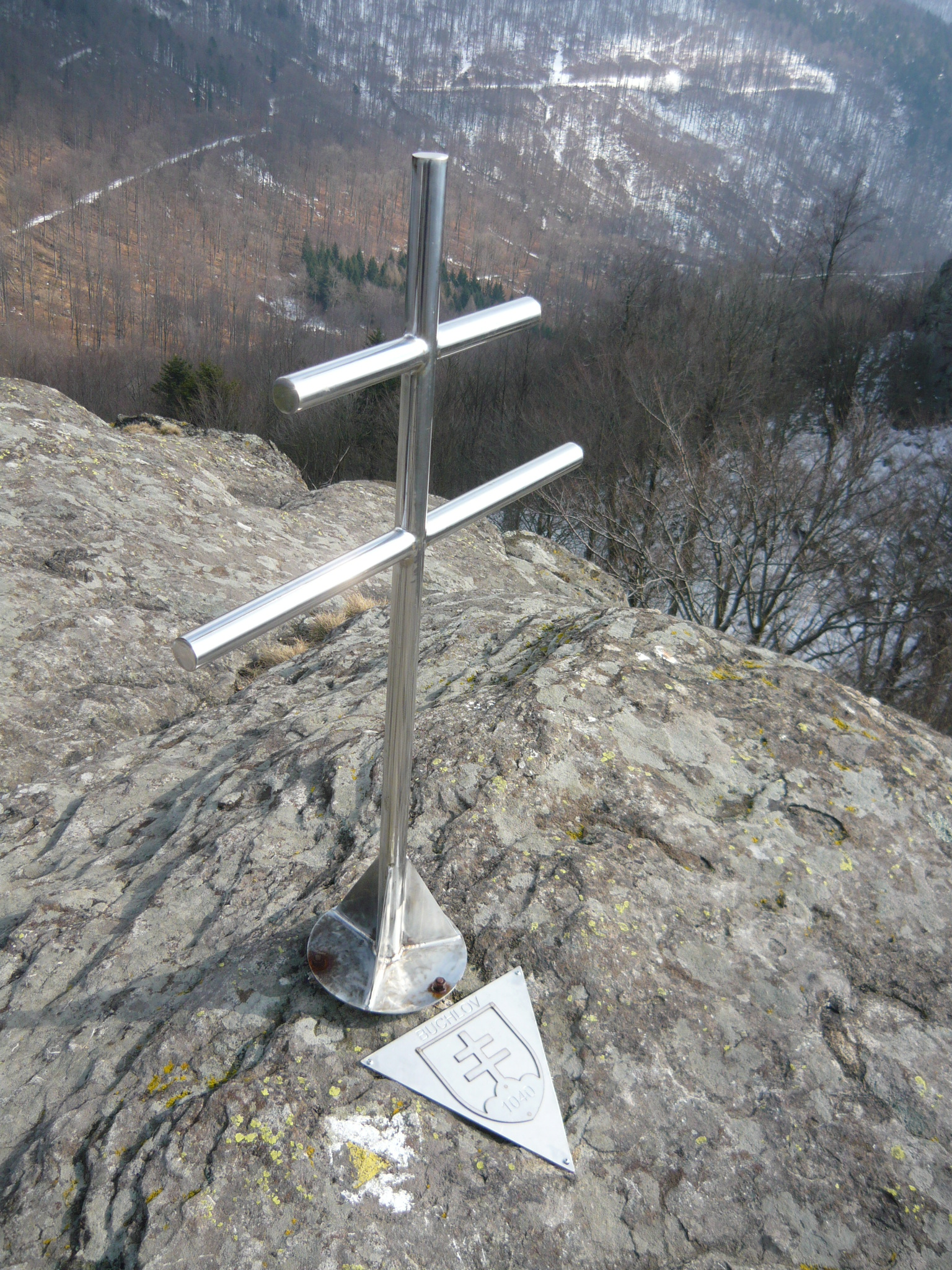
Krzyż na wierzchołku Buchlova

Buchlov (1040 m n.p.m.) – szczyt w Karpatach Zachodnich, w grupie górskiej Ptacznika na Słowacji.

## Położenie
Buchlov znajduje się w najwyższej części gór Ptacznik, określanej jako Wysoki Ptacznik (słow. Vysoký Vtáčnik), w jego południowo-zachodniej części. Szczyt ten wznosi się w bocznym ramieniu Ptacznika, które dgałęzia się od głównego grzbietu w Rúbaným vrchu (1097 m), następnie biegnie w kierunku północno-zachodnim, na Buchlovie skręca na zachód, po czym przez szczyty Sladná skala (913 m), Žarnov (840 m) i Rakytská skala (689 m) opada ku Kotlinie Górnonitrzańskiej.

## Charakterystyka
Szczytowe spiętrzenie Buchlova ma formę wąskiego grzbietu, wyciągniętego w linii pd.-wsch. – pn.-zach., o dość stromych stokach. Po stronie pn.-wsch. opadają one ku dolince Buchlovského potoku, zaś po stronie pd.-zach. ma swe źródła Lubenský potok. Od wierzchołka w kierunku północno-zachodnim na długości ok. 500 m wzdłuż wspomnianego grzbietu ciągnie się pas wypreparowanych z podłoża wychodni skalnych w formie ścian, wież, igieł i grup mniejszych andezytowych skałek, będących wytworem rozpadu dawnych jęzorów lawowych. Produkty współczesnego wietrzenia formują u ich stóp rumowiska i „kamienne morza”. Cały masyw Buchlova jest porośnięty wielogatunkowymi lasami, w ogromnej większości liściastymi. Na stokach o wystawie południowej interesujące zespoły roślinności ciepłolubnej.

## Ochrona przyrody
Cały masyw Buchlova znajduje się na terenie Obszaru Chronionego Krajobrazu Ponitrze (słow. Chránená krajinná oblasť Ponitrie). Ponadto szczytowe spiętrzenie oraz stoki pd.-zach. po poziomicę mniej więcej 800 m n.p.m. leżą w granicach rezerwatu przyrody Buchlov.

## Turystyka
Szczyt Buchlova (jak i sąsiednie Sladná skala i Žarnov) są często odwiedzane przez turystów z racji bardzo malowniczego otoczenia (liczne formacje skalne, interesująca flora) oraz oryginalnych widoków.
Grzbietem ramienia Buchlova, tuż pod jego wierzchołkiem, wiodą żółte  znaki szlaku turystycznego z Oslan na Rúbaný vrch w głównym grzbiecie Ptacznika. Przez Buchlov (z Doliny Bystričianskej na szczyt i dalej grzbietem przez szczyt Sladná skala na Žarnov) prowadzi też ścieżka dydaktyczna (słow. Náučný chodník Buchlov), wyposażona w szereg paneli, zawierających informacje o walorach przyrodniczych tego terenu.